# 싼싱향

싼싱 향의 위치

싼싱향(한국어: 삼성향, 중국어: 三星鄉, 병음: Sānxīng Xiāng)은 중화민국 이란 현의 향이다. 넓이는 144.2238km2이고, 인구는 2015년 8월 기준으로 21,457명이다.

## 지리
싼싱 향은 이란 현 서부, 란양 평원 서단에 위치한다.

## 역사
예전에는 팔리사(叭哩沙)로 불리고 있었지만 1920년에 싼싱 산과 연관되어 산세이 장(三星庄)으로 고쳐졌다.